# 李裕中
李裕中（1457年—？年），字容正，四川成都府資陽縣人，明朝政治人物。

## 生平
四川鄉試第三十五名舉人。成化二十三年（1487年）中式丁未科會試第一百六十二名，三甲第二十一名進士。授荆州府推官，歷官南京監察御史，雲南兵備副使。

## 家族
曾祖[[李志旺；祖父李郁；父李文實，母張氏。